# Jason Day
Jason Day (Beaudesert, 12 november 1987) is een Australisch professioneel golfer van deels Filipijnse komaf.
Toen hij zes jaar was werd hij door zijn vader meegenomen naar de Beaudesert Golf Club, waar de jeugdleden zes holes per dag mochten spelen. Twee jaar later verhuisde het gezin naar Rockhampton. Zijn moeder stuurde hem naar kostschool op de Koolalbyn International School, waar ook een golfbaan bij was, zodat hij zich daarop kon concentreren. Zijn coach daar was toen Col. Swatton. Toen Koolalbyn werd gesloten, gingen beiden naar de Hills International College. In navolging van zijn idool Tiger Woods oefende hij voor en na zijn lessen en tijdens de lunchpauze.

## Amateur
Zijn eerste grote overwinning kwam in 2000, toen hij op 13-jarige leeftijd de Australische Jeugd Masters won. Dat was ook het jaar dat zijn vader Alvin 'Abby' Day overleed. Twee seizoenen won hij de Junior Order of Merit van Australië.

### Gewonnen
- 2000: Australische Jeugd Masters
- 2003: Adina Watches Junior Tournament
- 2004: Queensland Amateur, Australian Junior, New Zealand Under 19 Championship, Callaway World Junior Championship (Boys 15–17) in de Verenigde Staten
- 2006: Australian Amateur Stroke Play, Master of the Amateurs, Queensland Amateur

## Professional
Jason Day werd in juli 2006 professional. Hij kreeg meteen enkele sponsor-uitnodigingen voor de Amerikaanse PGA Tour, en daarbij haalde hij vijf van de eerste zes cuts. Op de Tourschool mocht hij meteen door naar Stage 2 waar hij de Final Stage haalde. Daar liep het mis, dus in 2007 speelde hij op de Nationwide Tour. Die zomer won hij de Legend Financial Group Classic, als 19-jarige was hij de jongste winnaar ooit op de Nationwide Tour. Via een 8ste plaats op de Order of Merit promoveerde hij naar de PGA Tour van 2008.
In 2010 was hij de jongste winnaar op de PGA Tour toen hij het HP Byron Nelson Kampioenschap op zijn naam schreef. Hij was eerste reserve voor het Brits Open en mocht meedoen toen Greg Norman zich terugtrok. Hij eindigde op de 60ste plaats. Ook speelde hij het PGA Championship, waar hij 10de werd. Eind 2010 stond hij nummer 21 op de PGA Tour.
In 2013 won hij de World Cup of Golf samen met Adam Scott en kwam hij in de top-10 van de wereldranglijst. In 2015 won hij zes toernooien, en na het winnen van de WGC - Matchplay in 2016 staat hij nummer 1.

### Gewonnen

#### Nationwide Tour
- 2007: Legend Financial Group Classic

#### Amerikaanse PGA Tour
- 2010: Byron Nelson Classic
- 2014: WGC-Accenture Matchplay
- 2015: Canadees Open, Farmers Insurance Open, Arnold Palmer Invitational, US PGA kampioenschap, The Barclays, BMW Championship
- 2016: WGC-Dell Matchplay, The Players Championship

## Nationale teams
- World Cup of Golf: 2013 (winnaars)

### Records
- Royal Hobart Golf Club: ronde van 64, het vorige record stond op naam van Jack Nicklaus.
- PGA Championship: totaalscore 20 onder par (laagste score ooit in een major), het vorige record stond op naam van Tiger Woods.

## Privé
Jason is geboren en getogen in Australië, zijn vader Abby was Australisch, zijn moeder Denning was Filipijns. Zij hadden drie kinderen, Yanna, Kim en Jason. Hij is getrouwd en woont deels in Queensland en deels in Orlando.